# 1793 na literatura

## Nascimentos
| Data       | Nome               | Profissão | Nacionalidade | Observações | Ref |
| ---------- | ------------------ | --------- | ------------- | ----------- | --- |
| 1 de Junho | Henry Francis Lyte | poeta     | Inglaterra    | m. 1847     |     |

## Mortes
| Data          | Nome                             | Profissão                                        | Nacionalidade  | Observações | Ref |
| ------------- | -------------------------------- | ------------------------------------------------ | -------------- | ----------- | --- |
| 3 de Novembro | Olympe de Gouges                 | feminista, revolutionária, jornalista, escritora | França         | n. 1748     |     |
| ?             | Inácio José de Alvarenga Peixoto | Escritor e político brasileiro                   | Brasil Colônia | n. 1744     |     |